# Civilian (Gentle Giant)
Civilian è l'undicesimo e ultimo album in studio del gruppo di rock progressivo Gentle Giant, pubblicato nel 1980.

## Tracce
Testi e musiche di Kerry Minnear, Derek Shulman e Ray Shulman, eccetto dove indicato.
Lato A
1. Convenience (Clean and Easy) – 3:14 (Gary Green, Derek Shulman)
2. All Through the Night – 4:20
3. Shadows on the Street – 3:18
4. Number One – 4:39

Lato B
1. Underground – 3:48
2. I Am a Camera – 3:33
3. Inside Out – 5:51
4. It's Not Imagination – 3:59

Traccia extra CD
1. Heroes No More – 4:25

Nota – In alcune edizioni del CD la traccia extra Heroes No More è erroneamente indicata come: Heroes.

## Formazione
- Gary Green – chitarra, percussioni
- Kerry Minnear – tastiere, vibrafono, percussioni, violoncello, moog, voce, cori
- Derek Shulman – voce, sassofono contralto
- Ray Shulman – basso, violino, chitarra, percussioni, voce
- John Weathers – batteria, percussioni, xilofono